# ستيف كوتر
ستيف كوتر هو لاعب كرة قدم كندية كندي، ولد في 1940 في فانكوفر في كندا.